# Aongstroemia nitida
Aongstroemia nitida là một loài Rêu trong họ Dicranaceae. Loài này được (Broth.) Müll. Hal. mô tả khoa học đầu tiên năm 1900.